# 林永康
林永康，(1948年—)，香港個人資料私隱專員公署前副個人資料私隱專員，2005年9月離職。林永康大學畢業，獲工商管理碩士學位，1996年加入公署，已婚，育有3名子女。

## 刑事罪行
2007年，林永康被控，涉嫌以權謀私、濫用職權、詐騙出差公幹膳宿津貼、行使虛假證明文件及作虛假陳述，意圖獲取金錢利益。在2008年5月被裁定三項代理人使用文件意圖欺騙主事人，及一項公職人員行為不當罪名成立，入囚九個月。案情顯示，林永康在澳洲墨爾本有自置住宅。辯方辯稱，林永康從事資訊科技業界18年，熱心公益，是次是出於疏忽，不是法官李瀚良指斥的貪心。
不過，區域法院法官李瀚良指出，被告林永康身為行政部門首長，應該熟悉申領出差津貼的限額，卻於2001至2003年期間多次乘公務之便赴澳洲墨爾本，留宿當地自置物業並且申領過高津貼。特別是，被告曾藉辭開會赴澳出席已被取消的會議，濫用職權從而謀取私利逾10萬元，罪行非常嚴重。但考慮到被告在調查期間合作，加上已全數償還署方損失，酌量減刑三個月，判被告入獄九個月。